# Ángela Hernández Cajo
Ángela Teresa Hernández Cajo (Lima, 30 de junio de 1961) es una abogada y política peruana. Se desempeñó como ministra de la Mujer y Poblaciones Vulnerables en el gobierno de Dina Boluarte, desde el 1 de abril de 2024 hasta el 31 de enero de 2025.

## Biografía
Nació en la ciudad de Lima, el 30 de junio de 1961.
Cursó la carrera de Derecho y Ciencias Políticas en la Universidad Nacional Mayor de San Marcos (1978-1986). En la misma universidad completó una maestría en Derecho con mención en Ciencias Penales (1991-1993).

## Trayectoria
Su carrera se ha centrado en la defensa de los derechos de la mujer y en la lucha contra la violencia de género. Ha laborado en el Ministerio de la Mujer y Poblaciones Vulnerables en sucesivos cargos: coordinadora nacional de Centros Emergencia Mujer; directora ejecutiva del Programa Nacional contra la Violencia Familiar y Sexual; directora general de la Dirección General de Familia y la Comunidad (2013-2016), y asesora II del viceministerio de la Mujer (2023-2024).
Fue representante alterna de su país en el Comité de Expertas de la OEA sobre la Convención de Belem do Para o Convención Interamericana para Prevenir, Sancionar y Erradicar la Violencia contra la Mujer. También fue comisionada experta en derechos humanos de las mujeres en la Defensoría del Pueblo (2009-2013).
Fue militante del partido Somos Perú desde el año 2004 hasta su renuncia en 2024.

### Ministra de la Mujer
El 1 de abril del 2024, Ángela Hernández fue nombrada como la nueva ministra de la Mujer y Poblaciones Vulnerables por la presidenta Dina Boluarte en reemplazo de Nancy Tolentino, formando parte del gabinete ministerial presidido por Gustavo Adrianzén.

## Trabajos de investigación
- «El procesamiento de las denuncias de violencia familiar en los Juzgados de Paz Letrado de Lima» (tesis).[5]
- «Innovando Rutas: Mecanismos Internacionales de Protección de los Derechos de la Mujer».[5]